# Solonso
Solonso est une localité située dans le département de Bana de la province des Balé dans la région de la Boucle du Mouhoun au Burkina Faso.

## Géographie
Solonso est limité à l'est par le village de Sio(commune de Pompoï) à 3km, au sud par Kokoï (Commune de Pompoï) à 5km, au Sud-ouest par Bassana (commune de Bana), à l'Ouest par Bana(commune de Bana) à 15km, au Nord-ouest par Konkoliko (commune de Pompoï), au nord par Missakongo (commune de Safane) à 7km, au nord-est par Kietou(commune de Pompoï) à 2km.

## Démographie
| 2003 | 2006 | 2012 |
| ---- | ---- | ---- |
| 635  | 791  | -    |

## Économie
L'économie du village est basée sur l'agriculture (maïs, sorgho, petit mil , sésame, coton, le piment, l'aubergine, le taro), ya aussi l'élevage (volailles) 

## Santé et éducation
Solonso a une école primaire publique située à l'Est du village non loin de la Maison des Jeunes de Solonso.
Le centre de soins le plus proche de Solonso est le centre de santé et de promotion sociale (CSPS) de Kokoï et celui de Konkoliko tandis que le centre médical avec antenne chirurgicale (CMA) de la province se trouve à Boromo.